# ランゴバルド人
ランゴバルド人（ランゴバルドじん、英: Lombards, 伊: Longobardi, 独: Langobarden, 仏: Lombards,  羅: Langobardi, ギリシア語ラテン翻字: Langobardoi）、またはランゴバルド族（ランゴバルドぞく）は、6世紀後半にイタリア半島の大部分を支配する王国（ランゴバルド王国）を築いたことで知られるゲルマン系部族である。日本語ではしばしば英語形に基づきロンバルドとも表記される。

## 名称
ランゴバルド人の伝説的な説話では、ランゴバルド人の旧名はウィンニーリー（Winnili）であり、スコリンガ（Scoringa）と呼ばれた地でヴァンダル人と戦った際に、グウォーダン（Gwōdan、オーディン）神からランゴバルド（Longibardi）の名を与えられたと伝えられる。
この伝説を伝えるのは、7世紀に記された『ランゴバルド族の起源（Origo gentis Langobardorum）』と、8世紀にパウルス・ディアコヌスによって書かれた『ランゴバルドの歴史』である。それによれば、ウィンニーリー族とヴァンダル族が戦った時、ヴァンダル族はグウォーダン神に勝利を祈願した。この時、グウォーダンは日の出時に最初に見かけた方に勝利を与えるとしたが、ウィンニーリー族の族長イボルとアギオの母ガンバラはグウォーダンの妻フレア（Frea、フリッグ）に近づき、戦勝の祈願をした。フレアはウィンニーリー族に、明朝はグウォーダンの館の東側に並び、その際女性は髪をバラバラにし、髭に見えるように顔の前にまとめておくようにと言った。朝になりグウォーダンが起きて東側の窓を見ると髭の長い人間たちがいた。「あの髭の長い者たち（ロンギバルディ）は何者か」と言った。それはフレアに戦勝を祈願していたウィンニーリー族の女たちだった。この時フレアは、「あなたが名前を贈った者に勝利を与えるように。」と言った。こうしてグウォーダンはウィンニーリー族に勝利を与えなければならなくなった。以後ウィンニーリー族は、「ランゴバルド族」と呼ばれるようになったと言う。
言語的にはランゴバルドとは「長い顎鬚（あごひげ）」を意味する（英語のlong beardに相当）ランゴバルド人の言葉に由来すると考えられ、部族への帰属を示す象徴として男性が顎鬚を伸ばしていた事に因んでいる。ランゴバルド人がイタリア半島の住人と同化して姿を消した後も、イタリア北部を指す地名ロンバルディア（ランゴバルド人の土地）としてその名は残り、現在でも使用される。

## 歴史

### 最初期の歴史

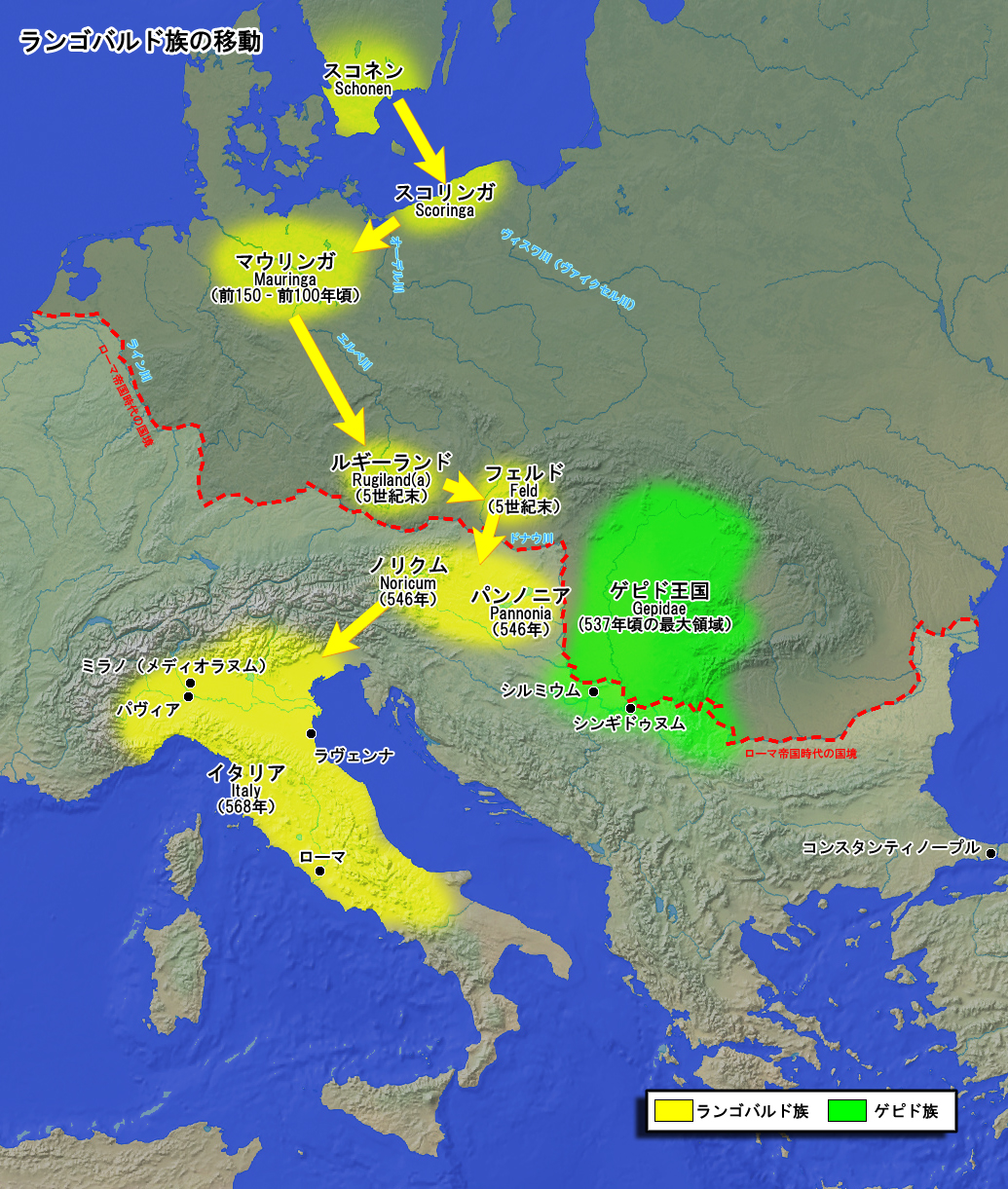
ランゴバルド人（族）の移動関連地図。

ランゴバルド人の原住地が、その古伝承通りスカンディナヴィア半島南部（Schonen スコネン）であることは今日ほぼ確定されている。人口過剰、土地の不足のため、彼らの一部がイボル（Ybor）とアギオ（Agio）と言う首長に率いられて古郷を離れ、スコリンガ（Scoringa）と呼ばれる地に勢力を持っていたヴァンダル人と戦ってこれを打ち破った。このスコリンガは、現在のオーデル川とヴィスワ川（ヴァイクセル川）の間の海岸地方であったと推定されている。ヴァンダル人を撃破した後、前150年-前100年頃には、ランゴバルド人はマウリンガ（Mauringa）と呼ばれた地に居住していた。この地は現在のエルベ川左岸のリューネブルク地方とメクレンブルク地方に相当すると考えられる。ランゴバルド人は現地人と戦闘を交えつつ混住するようになり、スエビ部族連合を構成する一部族となった。ローマ人の記録者はいずれもこの時期のランゴバルド人をスエビ人の一支族と見做している。ランゴバルド人は前1世紀前半にスエビ人がウシペテース人と戦ってライン川流域に進出した際には、恐らくその一部として加わっていたものと推定される。
その後のランゴバルド人の動向については、ローマ人による断片的な記録しかない。彼らは少数であったが、その武勇によって独立を維持した高貴な部族であるとタキトゥスは記録する
。
「このセムノーネースに反して、ランゴバルディーの高貴さを有名ならしめているのは、その少数さである。きわめて多数の、しかもきわめて強大な国々に囲まれながら、彼らは服属によらず、かえって戦争と冒険（戦争の危険を冒すこと）によって、おのれの安全を保っているのである。（タキトゥス）」
ランゴバルド人は西暦5年にティベリウス率いるローマ軍の攻撃を受けて一時的にエルベ川の右岸へ逃れた。そして西暦9年にトイトブルク森の戦いでローマ軍が敗退しその脅威が和らぐと、再びエルベ川左岸に帰還した。17年にはスエビ部族連合から離脱し、アルミニウス率いるケルスキー族と結び、スエビ人を打ち破った。更に47年にはケルスキー族の内紛に介入し、追放された王イタリクスをケルスキー族の王に復位させた。その後、166年にオビイ族と共に6,000人の兵力でパンノニアを攻撃したが、ローマ軍に敗れ故地に撤退したことが伝えられる。この後、いわゆる民族移動時代である5世紀まで、ランゴバルド人の動向は全く記録に登場しない。

### 民族移動時代
5世紀末、ランゴバルド人はドナウ川の中流域に現れる。彼らがエルベ川流域から何時、どのような経路で、何のために移動したのか、確実に言えることは何もない。ただしこの時移動したのはランゴバルド人の一部であり、エルベ川左岸地区にはかなりの人数が残留していたことが確認されている。残留したランゴバルド人たちは、少なくても12世紀までバルディ族（Bardi）の名でしばしば記録に登場する。
移動したランゴバルド人たちは、アンタイブ（Anthaib）、バイナイブ（Bainaib）、ブルグンダイブ（Burgundaib）を次々と襲撃し、住民を支配下に置いたとされる。この三つの地名はいずれも部族名から来ていると推定されるが、具体的にどこの土地を指すのかは判然としない。カルパティア山脈まで到達した後、東方から侵入してきたフン族と接触し戦闘が行われた。その後のフン族が関わるローマとの戦いにランゴバルド人が登場しないことから、フン族全盛期においてもランゴバルド人はその支配下には入らずにいたと考えられている。
5世紀後半、イタリアの支配権を握ったオドアケルが488年にノリクム属州の北側、ドナウ川の対岸に居住していたルギー人を撃破して追い散らし、現地でルギー人の支配下にあった住民をイタリアに移住させた上で撤退すると、空白地帯となったノリクム属州北側にランゴバルド人が移動し、ノリクム属州にはヘルール人が移住した。ランゴバルド人はヘルール人の支配下に入り貢納義務を負わされたが、数年後にはタトー王の指揮の下、すぐ東方のフェルド（Feld）と呼ばれる平原に移動した。この地でヘルール人の支配に反抗し、勝利を収めて独立勢力となった。続くワコー王の下、当時東に隣接して居住していたスエビ人を打ち破って支配下に置き、北側でもヘルール人を追ってモラヴィア（メーレン）、ベーメン地方を征服した。更にワコーはテューリンゲン族の王女ライクンダ（Raicunda）、ゲピド族の王女アウストリグサ（Austrigusa）、ヘルール族の王女シリンガ（Silinga）を娶り、アウストリグサとの間の長女ウィシカルタ（Wisicharta）をフランク王国の王テウデベルト1世へ、次女ワルデラータ（Warderata）をテウデベルト1世の息子テウデバルトへ、それぞれ嫁がせた。また東ローマ皇帝ユスティニアヌス1世と同盟を結び、ドナウ川中流域の有力な王として台頭するに至った。

### ローマ領内への移動

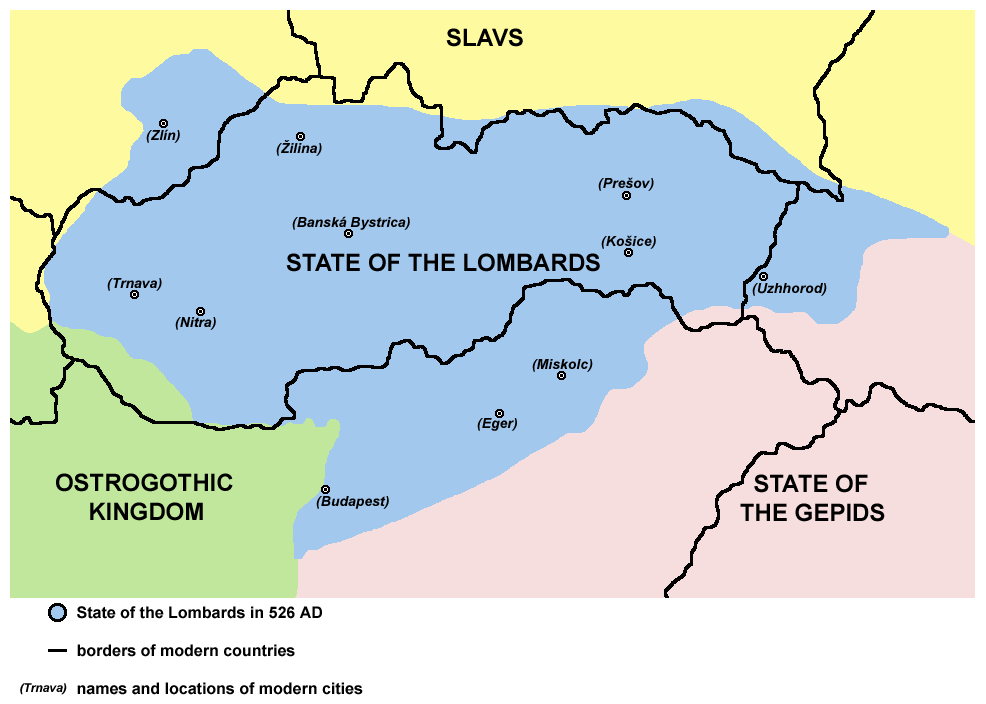
パンノニア（現スロバキア・ハンガリー付近）における分布（6世紀前半）

540年頃、ワコーは死んだ。ワコーは自分の息子であるワルタリに王位を継承させるため、自分の即位時に甥であるリシウルフを追放していた（ランゴバルド部族法では彼が次の正統な王位継承者であった。）。これによりワルタリが王位を継ぐことができたが、彼の治世は短命に終わり、ガウス家のアウドインが王位についた。当時東ローマ帝国はユスティニアヌス1世の下、イタリア半島の支配権を東ゴート王国から取り戻すべく長い戦争の最中であった（ゴート戦争）。イタリア半島に交通の便が良いドナウ中流域で急速に勢力を拡大したランゴバルド人は、東ローマ帝国にとって戦略上無視できない存在となっていた。546年にユスティニアヌス1世はランゴバルド人を味方とするためアウドインと盟約を結び、巨額の年金を与えること約すとともにノリクム、パンノニアへの移住をランゴバルド人に許可した。この時初めてランゴバルド人は「ローマ帝国領」に移住した。この結果、後にユスティニアヌス1世はイタリアでの戦いにおいて、同盟軍（フォエドゥス foedus）となったランゴバルド人から援軍を得る事ができた。しかしアウドインと彼の指揮するランゴバルド人は東ローマ帝国が期待したような従順な同盟者ではなく、548年にはダルマティアとイリュリクムを寇略し、多数の住民を奴隷として連れ去るなどの問題を引き起こした。
ローマ領内でも急激に勢力を拡張するランゴバルド人は、同じくローマ領内のシルミウムに拠点を置いて勢力を持っていたゲピド族（ゲピド王国）と対立するようになった。更にワコー王に追放されたリシウルフの息子、イルディゲスを巡るランゴバルドの内紛が事態を悪化させた。イルディゲスは自分がランゴバルドの王位継承者であるとし、その正統な地位の回復への支援をゲピド王に求めた。547年と549年には軍事衝突に至る可能性のある危機があったが、この時は実際の戦闘に入る前に和平が行われた。イルディゲスはゲピド族から期待した支援を得られないことを悟ると、一時スラブ人の下に身を寄せ、その後独自にランゴバルド人、ゲピド人、スラブ人からなる混成軍を率いて東ゴート王国と結ぶべくイタリアへ向かい、ゴート戦争に参加して東ローマ軍と戦うなど流転の人生を歩んだ。イルディゲスが去った後も両部族の対立は続き、551年に遂に軍事衝突に発展し、ランゴバルド人はゲピド族を打ち破った。しかしランゴバルド人が過剰に勢力を拡大することを望まなかった東ローマ帝国は、両部族の和平を画策して介入し、結局ゲピド族を完全に滅亡させることなく和平が結ばれた。その後、ランゴバルド人は東ローマ帝国の同盟軍としてゴート戦争に参加し、552年には東ゴート王トーティラを戦傷死させるなどの活躍を示したが、占領した都市で放火略奪をほしいままにし、教会に避難した婦女に暴行を加えるなど暴虐の限りを働いた。このため激怒した東ローマ軍の司令官ナルセスによって護送軍付きでイタリアから退去させられた。

### イタリア侵入
560年にアウドインが死去すると、その息子アルボイン（アルボイーノ）が即位した。ほぼ同じ頃、ゲピド族でも新たな王クニムンドが即位し、この二人の王の下で両部族の対立が再燃することになった。再び両部族の戦闘が始まると、当初アルボインは優勢に戦いを進めたが、東ローマ帝国がゲピド族を支援しはじめ、その援助を得たゲピド軍に敗北して苦境に陥った。このため、アルボインはパンノニアで新たに勢力を拡大していたアヴァール人のハーン、バイアヌス（バイアン・ハーン）に同盟を依頼した。ランゴバルドが敗勢にある中で結ばれたこの同盟は、戦闘参加に先立ってランゴバルド人が保有する家畜の十分の一をアヴァール人に引き渡し、戦闘終了後には戦利品の半分及び占領したゲピド族の領土全てをアヴァール側が接収するという、極めて不利な条件で結ばれた。ゲピド側は対抗して東ローマ帝国の援軍を求めたが、皇帝ユスティヌス2世は口約束のみで実際に援軍を送ることはなく、アヴァール人とランゴバルド人に挟撃されたゲピド王クニムンドはドナウ川とティサ川の間で激戦の末に敗北し、戦死した。この敗北によってゲピド族の一部はランゴバルド人に投降し、一部はアヴァール人の隷属民とされ、他の生存者は皇帝の庇護を求めて東ローマ帝国へと移り、部族として消滅するに至った。
こうしてゲピド族との戦いに勝利を収めたアルボインであったが、ゲピド族よりも遥かに強力なアヴァール人の脅威に対処しなければならなくなった上、パンノニア周辺が戦争の結果荒廃したことから、ゴート戦争の参加によってその豊かさを知っていたイタリアへの移動を画策した。ランゴバルド人の兵力が十分でなかったことからイタリア侵攻の成功を確信できなかったアルボインは、現在の領土をアヴァール人に空け渡すが、移動後に帰還した場合には元の土地の所有権をランゴバルド人に返還するという契約をアヴァール人と結び、スエビ人、パンノニアとノリクムのローマ属州民、ゲピド人の残党、サルマタイを兵力に加え、更に20,000人にも上るザクセン人を招請してイタリアへ進発した。
こうして形成された、ランゴバルド人を中核とする緩い結合集団は、アルボインの指揮の下で568年5月にイタリアに入った。前年にナルセスが解任されていた東ローマ帝国のイタリア駐留軍はこの侵入に対処できず、アルボインは北イタリアと中部イタリア一体を制圧し、ミラノ（メディオラヌム）を拠点にランゴバルド王国(Regnum Langobardonum）を建設した。

### ランゴバルド王国

イタリアにおける分布（6世紀後半）

イタリアに侵入したランゴバルド人とその連合諸部族の総数は約300,000人、その内、武装した兵力は40,000人から50,000人であったと推定されている。諸部族の寄せ集めであったランゴバルド王国は、建国直後から内紛にさらされ、572年には恐らく東ローマ帝国と共謀した族内有力者によってアルボインが暗殺された。跡を継いだクレフ（クレーフィ）の時代も内紛は絶えず、573年には同行してきたザクセン人たちが「かれら自身の法の下に留まること」を許可されなかったため、ランゴバルド軍から離脱して故地のシュヴァーベンへと去っていった。574年にはクレフも暗殺され、その後10年に渡る空位の間に族内有力者たちが、それぞれ独立した領地を実力で確保していった。東ローマ軍の反撃が始まると、各地のランゴバルド系支配者たちはひとまずアウタリを王に選出し、パヴィアを首都とする王国の体裁を整えた。しかし、南部のベネヴェント公やスポレート公の独立性は強く、北部でも首都から離れたフリウーリ公やトレント公は同様であった。このため、ランゴバルド王国は「一つの国家であるよりも寧ろ諸国家のモザイクであった（リシェ）」と評される。こうして高度に分権的な王国としてのランゴバルド王国の性格が形作られた。
ランゴバルド王国はイタリア半島の北部および中部の大部分を支配する王国としてその後2世紀にわたり存続した。773年にフランク王国のカール1世（大帝）によって征服された後、カール1世がフランク王と兼ねてランゴバルド王に即位し、「フランク人とランゴバルド人の王」となった。彼は781年には、息子のピピンをイタリア王国の王とした。このイタリア王国はランゴバルド王国とスポレート公領から成り、ベネヴェント公領は独立した公国となった。

## 言語
ランゴバルド語は現在では死語である（キンブリ語とモケーニ語がランゴバルド語の生き残った方言ではないとする限り。）。ゲルマン語派に属するこの言語は7世紀には衰退し始めた。だが、各地に散在して1000年前後まで使用されていたかもしれない。ランゴバルド語は極断片的にしか残されておらず、主な情報源はラテン語の文書に使用されたランゴバルド語の単語である。ランゴバルド語で書かれた文書は存在せず、この言語の形態や文法について何らかの結論を描き出すことは不可能である。ランゴバルド語の系統分類は音韻学の成果に完全に依存している。高地ドイツ語に見られる第二次子音推移がランゴバルド語にも明白に見られることを示す証拠が存在するため、通例としてエルベ・ドイツ語、または上部ドイツ語の方言に分類されている。なお、現在、スイス南部からイタリア北部において使用されているロンバルド語は、イタリック語派ロマンス諸語に属する言語であり、大きく系統を異にする。

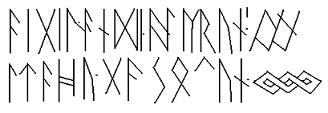
プフォルツェンのバックルに書かれたルーン文字の碑文。ランゴバルド語が書かれた最も古い文書例である可能性がある。

ランゴバルド語の僅かな記録がルーン文字の銘文に保存されている。主要な記録は古フーサルクで書かれた短い銘文に含まれたもので、「シュレッツハイムの青銅製容器（600年頃）」の中にあるものと、オストアルゴイ郡（シュヴァーベン）のプフォルツェンで発見された銀製のベルトのバックルのものなどがある。また、ハンガリー西部のヴェニゼで発見されたA, Bと符合がつけられた一組の銀製フィブラにもランゴバルド語のルーン文字銘が発見されている。このフィブラの銘文はA「godahid unja」B「katsiboda segun」と翻字することができ、通常はA「Godahi(l)dは歓びを」、B「私Arsibodaは祝福を」と解されている。Godahi(l)d、Arsibodaは女性名である。この文章はランゴバルド語が高地ドイツ語と近しい関係にあることを示す。B冒頭のkは恐らくik（高地ドイツ語のichに対応）の略期であると見られる。Aのunja（wunja）は古高地ドイツ語のwonnia（Wonne、無上の喜び）、Bのsegunは古高地ドイツ語のsegan（Segen、神の祝福）に対応する。これらの用語はランゴバルド人のキリスト教改宗と関係すると考えられ注目される。2005年、エミリア・デンスィヴァ（Emilia Denčeva）はペルニクの剣の銘文はランゴバルド語であると論じた。
いくつかのラテン語の文書はランゴバルド語の単語を記録しているが、ラテン語文中に登場するランゴバルド語の単語の大部分は人名であり、他に少数の地名、専門用語、法律用語などが散見されるに過ぎない。パウルス・ディアコヌスが残した『ランゴバルドの歴史（Historia Langobardorum）』や、『ランゴバルド諸法典（Leges Langobardorum）』などが特に重要な情報源である。
ランゴバルド語はサクソン語（ザクセン語）と同系であるので、その単語はしばしば英語の単語と似ている。例えばlandaはland（土地）、guardiaはwardan（warden 監督官）、guerraはwerra（war 戦争）、riccoはrikki（rich 富）、そしてguadareはwadjan（to wade 渡る）にそれぞれ対応する。
イタリア語には多数のランゴバルド語の単語が残存しているが、ランゴバルド語からの借用語をゴート語やフランク語のような他のゲルマン語派の言語からの借用語と見分けるのは常に困難な作業である。Codice diplomatico longobardoという法的文書集は数多くのランゴバルド語の語彙に言及しており、この中から今でもイタリア語の諸方言で使用されているいくつかの語彙を拾うことができる。例えば以下のような物である。
Barba (beard 髭), marchio (mark 印), maniscalco (blacksmith 鍛冶), aia (courtyard 中庭), braida (suburban meadow 郊外の牧草地), borgo (village 村), fara (地名), picco (地名), sala (地名), staffa (stirrup 鐙), stalla (stable 厩舎), sculdascio, faida (feud フェーデ、争い), manigoldo (scoundrel 悪党), sgherro (henchman 手下); fanone (baleen クジラの髭), stamberga (hovel 家畜小屋); anca (hip ヒップ), guancia (cheek 頬), nocca (knuckle 指関節), schiena (back 背); gazza (magpie カササギ), martora (marten テン); gualdo (地名), pozza (pool プール); 動詞、bussare (to knock ノックする), piluccare (to peck ついばむ), russare (to snore いびきをかく)。このようなイタリア語の方言の中に残存するランゴバルド語の借用語はおよそ280余りが数えられている。
他、スロベニア語の方言にもランゴバルド語由来の借用語が残されており、ランゴバルド人とスロベニア人の交渉史の貴重な史料となっている。

## 歴代王
以下にイタリアにランゴバルド王国を建設する以前のランゴバルド人の族長、または王を列挙する。初期の時代についてはパウルス・ディアコヌスの『ランゴバルドの歴史』の記述によるが、歴史学的に実在が確認されていない王を含むことに注意されたい。
- イボル - 伝説ではスカンディナヴィアを出発した際の族長の一人。
- アギオ（アイオ） - 伝説ではスカンディナヴィアを出発した際の族長の一人。
- アゲルムンド - パウルス・ディアコヌスによればアギオの息子であり初代の王。言い伝えでは33年間在位した[32]。そしてウルガレス族（フン族か）に急襲された際に殺害されたという[33]。
- ラミッシオ - 伝説では娼婦が生んだ七つ子の一人で、池に棄てられたがアゲルムンド王によって拾われ育てられた。アゲルムンド亡き後には王国の舵取りを行うほどで、ある川で渡河を阻んだアマゾネスの最強の女と一騎打ちをして打ち破ったとされる。パウルス・ディアコヌスはアマゾネスにまつわる一連の話が「真実に基づいていないことは、確かである。」と評している[34]。
- レトゥ - 彼は40年間統治したと伝えられる[35]。
- ヒルデホク - レトゥの息子で、その跡を継いで王となった[35]。
- ゴデホク - ヒルデホクの後、王となった[35]。
- クラッフォ - ゴデホクの息子で、その跡を継いで王となった[36]。
- タトー（英語版） - クラッフォの息子。ヘルール人の王ロドゥルフスを破り、ランゴバルド人の勃興の基礎を築いたが、ワコーによって殺害された[36]。
- ワコー（英語版） - パウルス・ディアコヌスによればタトーの兄弟ズキロの息子。『ランゴバルド族の起源』ではウニキスの息子。タトーを殺害し王となった。周辺諸族を征服し、ドナウ川中流域の有力な王として台頭した[37][13]。
- ワルタリ（英語版） - ワコーの息子。在位は恐らく539年-546年。7年間在位したが幼いうちに亡くなった[38]。
- アウドイン（英語版） - 在位546年-560年。ガウス家の王[15]。プロコピオスの記録によればワコーの死に際して幼いワルタリの後見を依頼された。その死後には自ら王となり、ランゴバルド人をパンノニアへと移動させた[15][39]。
- アルボイン - 在位560年-572年。アウドインの息子であり[17]、アヴァール人と同盟を結びゲピド人と戦って勝利した。その後、故地を捨ててイタリアへランゴバルド人を移動させ、イタリア半島の大半を支配下に置くランゴバルド王国を打ち立てた。イタリア語式にアルボイーノの名でも知られる[25]。
- 以後の王についてはランゴバルド王国を参照